# Президентски избори в Русия (2004)
Президентските избори в Русия се провеждат на 14 март 2004 г. Действащият президент Владимир Путин се кандидатира за втори пълен четиригодишен мандат. Това води до убедителна победа за Путин, който е преизбран със 71,9% от гласовете.

## Резултати
| Кандидат                                      | Кандидат                                      | Партия                                        | Гласове     | %     |
| --------------------------------------------- | --------------------------------------------- | --------------------------------------------- | ----------- | ----- |
|                                               | Владимир Путин                                | безпартиен                                    | 49 563 020  | 71,9  |
|                                               | Николай Харитонов                             | Комунистическа партия на Руската федерация    | 9 514 224   | 13,8  |
|                                               | Сергей Глазиев                                | безпартиен                                    | 2 850 330   | 4,1   |
|                                               | Ирина Хакамада                                | безпартиен                                    | 2 671 519   | 3,9   |
|                                               | Олег Малишкин                                 | Либерално-демократическа партия на Русия      | 1 405 396   | 2,0   |
|                                               | Сергей Миронов                                | Руска партия на живота                        | 524 392     | 0,8   |
|                                               | Нито един от посочените                       | Нито един от посочените                       | 2 396 550   | 3,5   |
| Невалидни/празни гласове                      | Невалидни/празни гласове                      | Невалидни/празни гласове                      | 578 847     | –     |
| Общо                                          | Общо                                          | Общо                                          | 69 504 278  | 100,0 |
| Регистрирани избиратели/избирателна активност | Регистрирани избиратели/избирателна активност | Регистрирани избиратели/избирателна активност | 108 064 281 | 64,3  |
| Източник: ЦИК                                 |                                               |                                               |             |       |